# Pierre Gaschy
Marie Pierre François Auguste Gaschy CSSp (ur. 26 czerwca 1941 w Colmar, we Francji) – francuski duchowny katolicki, wikariusz apostolski Saint-Pierre i Miquelon w latach 2009-2018.

## Życiorys

### Młodość i prezbiterat
W dniu 14 grudnia 1968 roku złożył śluby zakonne w Zgromadzeniu Ducha Świętego. Święcenia kapłańskie otrzymał 6 lipca 1969 roku jako członek tegoż zgromadzenia. W latach 1969–1987 oraz 1993-1997 pracował duszpastersko na terenie Republiki Środkowoafrykańskiej. W latach 1987–1993 był radnym francuskiej prowincji zakonnej, zaś w latach 1993-2009 był przełożonym wielu francuskich klasztorów.

### Episkopat
19 czerwca 2009 roku papież Benedykt XVI mianował go wikariuszem apostolskim Saint-Pierre i Miquelon. Sakry biskupiej udzielił mu 11 października 2009 roku biskup Pierre Raffin, ordynariusz diecezji Metz.
1 marca 2018 przeszedł na emeryturę.